# Васильков Микола Олександрович
Мико́ла Олекса́ндрович Василько́в (13 січня 1973, Київ) — український телевізійний ведучий і продюсер, спортивний репортер, журналіст, хоча таким себе не вважає, продюсер, волонтер.

## Біографія
Народився в Києві у родині письменників і кінематографістів..

### Освіта
Працював у інституті електрозварювання ім. Патона, звідки його спрямували на зварювальний факультет НТУУ «КПІ», де Микола Васильков провчився лише один семестр, після чого його відрахували з університету.
Далі вступив до київського філіалу Одеської морської академії на економічний факультет та на бібліотечний факультет Інституту культури. За словами Миколи, у двох навчальних закладах він би ніяк не зміг навчатися, тому обрав Інститут культури.

## Кар'єра
На телебаченні почав працювати на телеканалі «СТБ». Спочатку робив репортажі у ранкову програму «Чайник», пізніше перейшов до спортивної редакції служби новин «Вікна».
Як телеведучий розпочав кар'єру в авторській програмі «Навколо Спорту». А на початку 2000-х дебютував у парі з Ганною Ващенко у ролі ведучого екстремальної програми в проєкті «Х-Пансія» — популярному щотижневику про молодіжну спортивну субкультуру.
Микола Васильков став авт6ором низки документальних проєктів, зокрема «Максимальне стиснення», «Гранд-футбол», «Маестро». 2004-го як креативний продюсер заявив про себе у документальній стрічці режисера Сергія Буковського «Діагноз: перемагати», присвяченій українським спортівцям-інвалідам. Керівництво СТБ не пропустило фільм в етер через занадто відверті сцени.
Згодом спортивну редакцію розформували, а програму «Вікна-спорт» перевели на інший телеканал — «ICTV», який разом з СТБ входить у холдинг «StarLightMedia».
2008 року після нетривалої перерви Микола поновлює співпрацю з ICTV, на запрошення редактора Андрія Богуша він погоджується на роль співавтора проєкту «Інший Футбол» — скандальної програми про життя зірок футболу.
У 2009 році Микола став одним з ведучих футбольної програми «Третій тайм» разом з Віктором Леоненком та Олександром Сидоренком.

2010-го разом із відомим спортивним оператором Олександром Терновим взяв участь у висвітленні першості світу з футболу в Південній Африці. Репортажі Миколи Василькова з ПАР завоювали шалену популярність аудиторії і стали класикою українського спортивно-розважального мовлення.

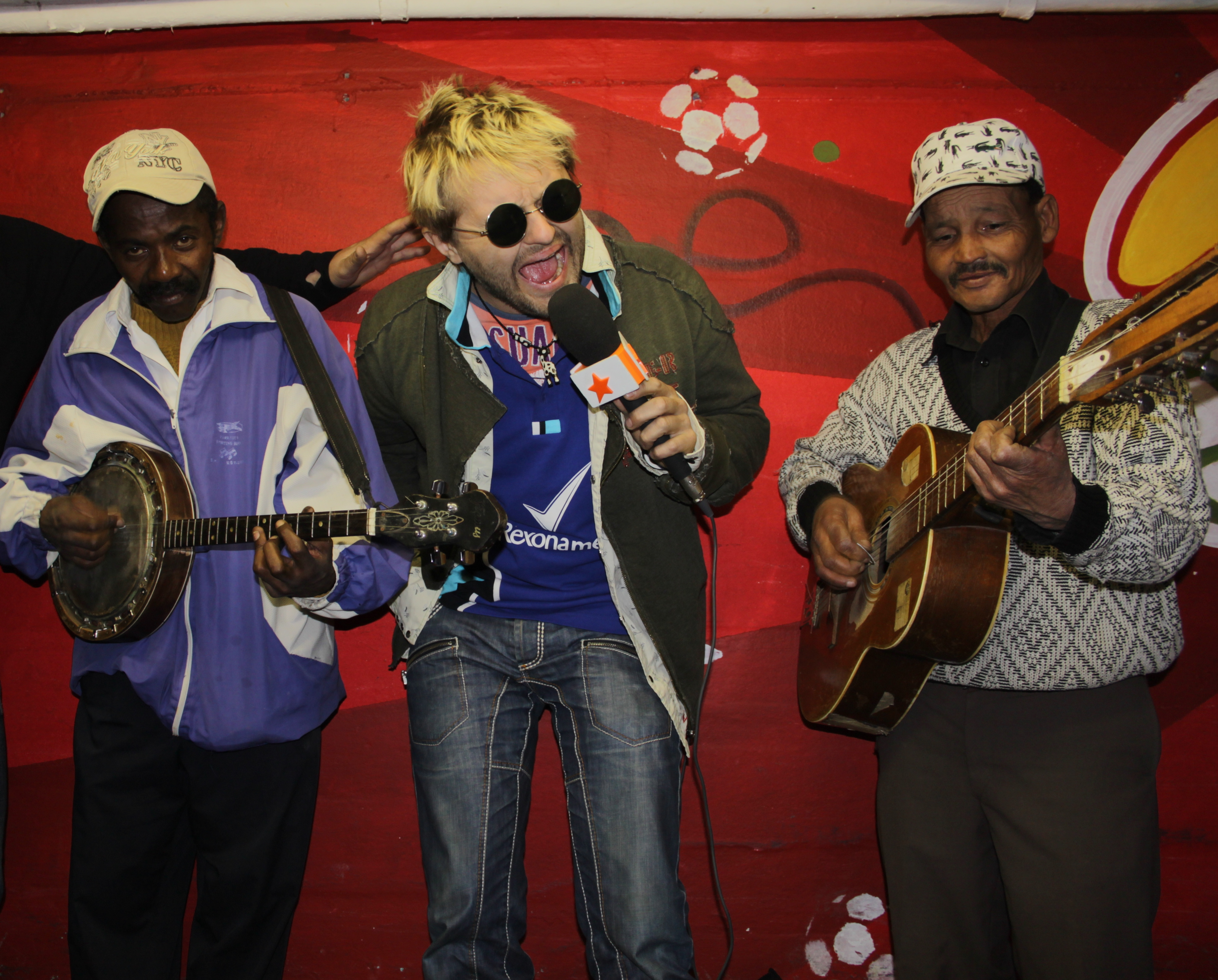
Микола Васильков у Кейп Тауні на Чемпіонаті світу з футболу 2010 року.

2010-го року Микола у своєму вебщоденнику опублікував матеріал «Ярмарок Марнославства» (рос — «Ярмарка Тщеславия»). Резонанс цього есе був настільки сильним, що Васильков набув суспільного статусу скандального спортивного журналіста.
2010-го та 2011-го років програму «Третій тайм» визнали найкращою спортивною телепрограмою у номінації премії "Телетріумф". Програма «Велика Ріжниця»  (рос.: Большая Разница) зняла пародію на першу розважальну футбольну студію в історії українського телебачення.
2010 року програма «Інший Футбол» стала найрейтинговішою спортивною програмою року (середня частка 9.5 за цільовою авдиторією 14-49)
Наступного 2011-го року разом із Артемом Франковим та Валентином Щербачовим визнаний одним із трьох найкращих футбольних журналістів за перші 20 років незалежності (нагорода «Вікторія Футболу»)
В цей період Микола як запрошений гість бере участь у багатьох телевізійних розважальних шоу «Море по коліно», «Жіноча Логіка», «Хто зверху?», «Я люблю Україну». А участь Василькова у шоу телеканалу ICTV «Ігри Патріотів» стала ще й результативною. У Франції, де знімалося шоу, завдяки двом виграним Миколою конкурсам команда України перемогла конкурентів з 7 країн Європи. Микола вперше виступив у публічній спортивній компетиції у кумедних костюмах жаби та рибки.
У 2012 році став коментатором телешоу «Побий ведучого», яке виходило наживо на телеканалі «1+1».
Того таки 2012-го року під час Чемпіонату Європи з футболу працював як team speaker національної збірної України. Мав стосунок до створення інформаційного публічного сайту 11na11.com
Микола Васильков 2012 року взяв участь у створенні проєкту «Містичні Розслідування» на студії ПІЛОТ для телеканалу СТБ. І одночасно відкриває на новій телевізії БТБ (Банківське телебачення) програму «СпортМаркет» про спортивний маркетинг.
2013 року утворив разом із двома компаньйонами продюсерський центр Avtor Films Productions.
2014 року Микола на замовлення телеканалу "Інтер" створив цикл репортерських матеріалів з Бразилії з World Cup-2014, особливого резонансу набув матеріал про росіян "Руський послід в Бразилії".
Відхід від розважально-спортивної спеціалізації відтворився у наступних проєктах митця. На телеканалі "Ера" пан Микола виступив у ролі редактора і ведучого програми "Тепло.UA", присвяченій енергоефективності і модернізації житла. А на "Тонісі" в серпні 2015-го вийшло суспільно-політичне ток-шоу "Відверта Політика", зроблене на замовлення телеканалу продюсерським центром Avtor FP.
2016 року на телеканалі "112 Україна" вийшла ранкова програма "Шлях до ПарижУ", авторський проєкт Миколи Василькова, присвячений проведенню у Франції чемпіонату Європи з футболу, цикл склав 30 серій. У цей же період був співведучим проєкту "Салю, 2016!" на телеканалі "Ера" - його включення із Франції стали родзинкою програми.

На запрошення журналіста Володимира Мули виступив у ролі сценариста телевізійної стрічки "Американська Мрія", а згодом і продовження франшизи "Американська Мрія. У пошуках правди". Документальний фільм успішно пройшов українським прокатом, відбулися покази у містах США та Великої Британії в осередках української діяспори. Кіно продемонстрували телеканали «24» та «Настоящее время», а також фрагменти стрічки лягли в основу телевізійного циклу інформаційної програми «Факти» на телеканалі ICTV, присвяченої Дню Незалежності України 2017 року.

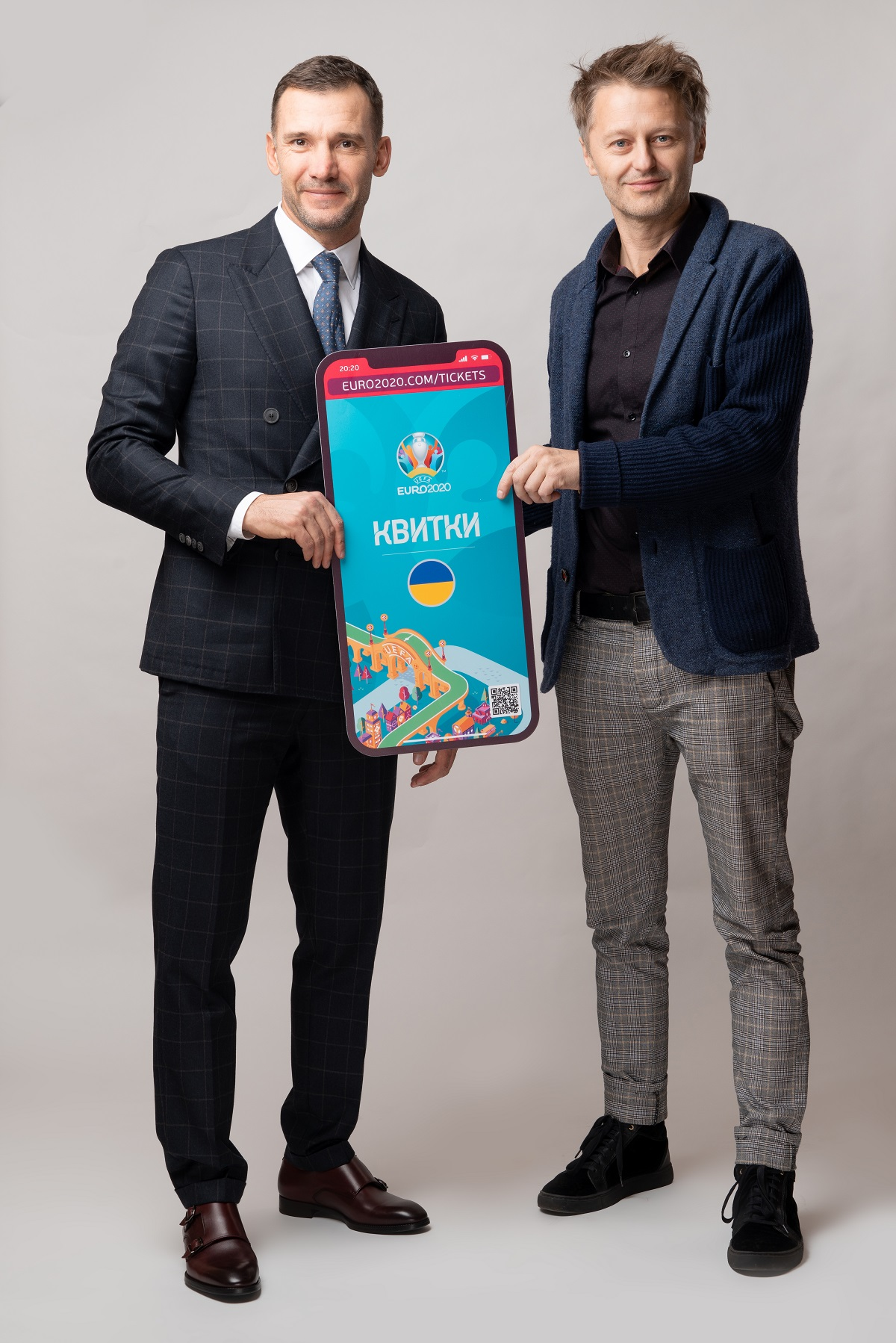
Микола Васильков та Андрій Шевченко з квитком на ЕВРО-2020

Влітку 2016 на запрошення Андрія Шевченка починає працювати радником-консультантом головного тренера збірної України та прес-аташе головного тренера Шевченка, з яким Васильков знайомий з дитинства, обидва виросли на Оболоні в Києві. Микола Васильков закінчив співпрацю з УАФ у серпні 2021 року. 
2020 року після майже трирічної роботи вийшов фільм «ЮКІ» - Історія перемог вільних Українців («UKE» - Untold History of Hockey Legends), стрічка про хокеїстів українського походження, які завойовували Кубок Стенлі. Микола Васильков виступив у ролі співавтора і сценариста картини. У фільмі знялися відомі зірки спорту Вейн Грецкі, Джонні Буцик, Орест Кіндрачук, Руслан Федотенко, Кен Данейко, Ерік Нестеренко та інші.

Микола Васильков і Станіслав Медведенко на прем'єрі фільму "Юкі"

У травні 2020 року спільно з Дмитром Дубасом створив вебпроєкт Do Best!.
З початком повномасштабношо вторгнення росії до України він повертається додому з Вірменії, де працював за контрактом букмекерської компанії Vbet. Незабаром у березні 2022 року він створює гуманітарний штаб волонтерської допомоги "Рестовратор. Картопляне військо". А згодом разом з Дмитром Дубасом реєструє громадську організацію "Рестовратор", в якій Дубас стає головою, а Васильков членом правління. Також навесні 2022 року Микола Васильков стає разом зі знаменитим баскетболістом Станіславом Медведенком співзасновником благодійного фонду Fly High/Сягай небес. Впродовж війни Васильков веде активну роботу з допомоги незахищеним верствам населення, обслуговуванню ВПО, зборах коштів та техніки на фронт  підтримки поранених у шпиталях. Найгучнішими проєктами стали "День Переселенця", найсистематичніший благодійний захід, що відбувається двічі на тиждень. А також створення першої у світі футбольної команди з переселенців "Мрія-Гостомель". Команда, зібрана з ВПО, провела перший сезон у регіональній аматорській лізі Приїрпіння, а 2025-го уже проголосила про плани заявитися на Другу (Професійну) Лігу чемпіонату України.
За свою активну діяльність Васильков отримав нагороди:
- медаль "24.02.2022"
- медаль "ЗА ВЗАЄМОДІЮ"
- медаль "ЗА ГІДНІСТЬ ТА ПАТРІОТИЗМ"
- медаль "ЧЕСТЬ. СЛАВА. ДЕРЖАВА"

## Особисте життя
Був одружений з редакторкою глянцевих видань Катериною Давидовою. Має від того шлюбу доньку Станку (2005 року народження).
2012 року у Миколи і відомої телеведучої та коментаторки тенісу Катерини Зінченко народився син Макар. А за два роки (2014-го) донька Алевтина.

## Цікаві факти
- Навчався в одній школі з Андрієм Шевченком[1]. Відомий випадок, коли Шевченко жартома вкрав у Василькова гаманця з грошима прямо під час прямого ефіру.[20]
- З дитинства вболіває за португальський футбольний клуб «Ріу-Аве»[1].

### ЄВРО-2012
- Друг ЄВРО-2012 номер 24 (серед 50-ти тих, кого обирали із відомих людей України). Як телеведучий рубрики «2012» програми «Інший Футбол» на ICTV проводив інспекцію об'єктів Євра, працював волонтером на реконструкції НСК «Олімпійського», їздив у Південну Корею на виробництво поїздів Hyundai, інспектував роботу Друзів Євра в Україні. Був експертом на порталі інформаційної агенції «Спорт України».